# Jens Rohwer (Biologe)
Jens Gunter Rohwer (* 2. Januar 1958 in Uetersen) ist ein deutscher Biologe und Professor an der Universität Hamburg. Sein botanisches Autorenkürzel lautet „Rohwer“.

## Werdegang
Rohwer erhielt 1982 sein Diplom in Biologie an der Universität Hamburg und promovierte 1986 bei Klaus Kubitzki am Institut für Allgemeine Botanik. Von 1986 bis 1989 erhielt er ein Postdoktoranden-Stipendium der Deutschen Forschungsgemeinschaft und war im Rahmen dieses PostDoc-Projekts ein Jahr lang am Missouri Botanical Garden in St. Louis tätig. Von 1991 bis 1997 arbeitete er als wissenschaftlicher Assistent bei Peter Leins am Institut für Systematische Botanik der Ruprecht-Karls-Universität in Heidelberg, hauptsächlich zur Frucht- und Samenanatomie der Oleaceae. Er habilitierte sich 1996 in Systematischer Botanik. Zwischen 1997 und 2000 erhielt er ein Heisenberg-Stipendium der Deutschen Forschungsgemeinschaft an der Universität Mainz und begann dort mit Untersuchungen zur molekularen Systematik der Lauraceae. Seit 2000 hat Jens Rohwer eine Professur für Biodiversität der Pflanzen an der Universität Hamburg inne. 2004 bis 2009 war er Vorsitzender des Fachpromotionsausschusses Biologie.
Er ist seit der 96. Auflage 2016 Mitherausgeber des Schmeil-Fitschen.

## Forschungsschwerpunkte
Jens Rohwer forscht an der Evolution, Phylogenie und Systematik verschiedener Gruppen von Gefäßpflanzen – insbesondere der Lauraceae, einer der artenreichsten und ökologisch bedeutsamsten Familien tropischer und subtropischer Wälder weltweit. Außerdem werden in seinem Labor molekularsystematische Untersuchungen zur Populationsbiologie verschiedener Pflanzen afrikanischer Trockengebiete durchgeführt (in Kooperation mit Prof. Dr. Norbert Jürgens). Weitere Arbeitsgebiete sind Anatomie und Mikromorphologie, insbesondere von Blattoberflächen und Pollenkörnern.

## Werke
- K. Kubitzki, J. G. Rohwer, V. Bittrich (Hrsg.): The families and genera of vascular plants. Volume 2, Springer, Berlin 1993.
- Lauraceae: Nectandra. Flora Neotropica 60. New York: The New York Botanical Garden. 1993.
- Die Frucht und Samenstrukturen der Oleaceae – eine vergleichend anatomische Untersuchung (= Bibliotheca Botanica). Schweizerbart, Stuttgart 1996.
- Pflanzen der Tropen. BLV, München 2000.
- Tropical Plants of the World. Sterling Publishing, New York 2002.
- Guide des Plantes tropicales à l'état sauvage ou acclimatées. Delachaux et Niestlé, Lonay 2002.
- Atlas Roslin Tropikalnych. Grupa Wydawnicza Bertelsmann Media, Warszawa 2002.
- Tropické Rostliny. Euromedia Group, Prag 2002.
- A trópusok növényei. Magyar Könyvklub, Budapest 2002.
- Tropische planten. Tirion Uitgevers, Baarn 2003.

## Mitgliedschaften
- Deutsche Botanische Gesellschaft
- American Society of Plant Taxonomists
- International Association for Plant Taxonomy